# Dzielenie czasu
Dzielenie czasu lub podział czasu – mechanizm pozwalający na jednoczesne wykonywanie wielu zadań (zwykle dotyczy procesów, czasem również wątków) w obrębie jednego procesora (lub rdzenia w przypadku procesorów wielordzeniowych) w pewnej umownej jednostce czasu.
Za mechanizm dzielenia czasu odpowiedzialny jest planista. Decyduje on o kolejności przełączania zadań oraz o wyznaczaniu okresu, na jaki danemu zadaniu przydziela się procesor. Takie postępowanie może sprawiać wrażenie równoległego wykonywania tychże zadań − przy czym każde z nich ma do dyspozycji tylko część, uzależnioną od planisty, mocy obliczeniowej procesora. Aby mechanizm dzielenia czasu funkcjonował właściwie, konieczne jest zapewnienie możliwości wywłaszczania zadań, co w przypadku komputerów PC było zaimplementowane dopiero w 32-bitowym trybie chronionym procesora Intel 80386.
W przypadku wieloprocesorowych systemów komputerowych albo procesorów wielordzeniowych zadania mają do dyspozycji więcej niż jeden procesor/rdzeń wykonawczy i w takim wypadku mogą rzeczywiście wykonywać się jednocześnie.